# INTA-300

INTA-300 diagram

INTA-300はスペインの2段式観測ロケット。下段にHeronタイプのものを、上段にSnipeタイプのものを利用している。1974年10月9日から1981年2月18日までに4度打ち上げられ、3度成功している。高度300kmに50kgのペイロードを運ぶことが出来た。

## 性能
- 高度：250 km
- 推力：138.000 kN（離陸時）
- 重量: 503 kg
- 直径：0.26 m
- 全長：7.27 m

## INTA-300B
INTA-300の改良型で、300よりペイロード能力が向上している。1993年10月21日と1994年4月16日に計二回打ち上げられた。